# Заозерье-Малое
Заозерье-Малое — деревня в Санчурском муниципальном округе Кировской области.

## География
Расположена на расстоянии примерно 1 км по прямой на юго-запад от райцентра поселка Санчурск.

## История
Была известна с 1719 года как деревня Заозерская князя Василия Голицына, в 1748 году принадлежала уже дворянам Демидовым и проживало там 42 жителя мужского пола. В 1873 году здесь (уже Заозерье) дворов 21 и жителей 156, в 1905 38 и 232, в 1926 57 и 267, в 1950 50 и 166, в 1989 27 жителей. С 2006 по 2019 год входила в состав Сметанинского сельского поселения.

## Население
| 2010 |
| ---- |
| 0    |

Постоянное население составляло 8 человек (русские 100 %) в 2002 году, 0 в 2010.